# Malfacc
Malfacc (Malfatti in italiano) in dialetto alto mantovano sono un primo piatto tradizionale della cucina mantovana, tipico del territorio di Castiglione delle Stiviere che ha acquisito dal 2015 lo stato di "De.C.O." (Denominazione comunale d'origine).
L'impasto, composto da pangrattato, formaggio grattugiato, uova, erbe pamoi, brodo di carne, burro, sale, noce moscata, pepe, cipolla viene amalgamato e arrotolato in piccoli cilindri della lunghezza di circa 4/5 cm. Sistemati su vassoi, vengono quindi lessati, conditi con burro, salvia o pomodoro e cosparsi di grana.